# Panna perarmatus
Panna perarmatus es una especie de pez de la familia Sciaenidae en el orden de los Perciformes.

## Morfología
- Los machos pueden llegar alcanzar los 50 cm de longitud total.
- Número de  vértebras: 12-25.[1][2]

## Hábitat
Es un pez de clima tropical y bentopelágico.

## Distribución geográfica
Se encuentra en el Océano Pacífico occidental central: el Vietnam, Tailandia y Borneo.

## Observaciones
Es inofensivo para los humanos.